# Oxypilus flavicoxa
Oxypilus flavicoxa är en bönsyrseart som beskrevs av Roger Roy 1964. Oxypilus flavicoxa ingår i släktet Oxypilus och familjen Hymenopodidae. Inga underarter finns listade i Catalogue of Life.